# 高山城 (大和国)
高山城（たかやまじょう）は、奈良県生駒市高山町（大和国添下郡）にあった日本の城。鷹山城とも書かれる。

## 概要
高山城は、奈良県生駒市の北部、黒添池の南に位置する標高217メートル、比高40メートルの山城である。
戦国時代の大和の国人・鷹山氏の居城であり、河内国や山城国との国境に位置していた。
城は3つの曲輪から構成されており、2006年、文化財保護の観点から遺構を避けるような形でハイキング道が設置された。

## 沿革
鷹山城（高山城）のある大和国添下郡鷹山荘は、大和の軍勢が北河内に展開する際に通過したり、奈良から京都へ向かう僧が山城国相楽郡に抜けるために度々通るなどする、交通の要衝だった。
この地を押さえる国人・鷹山氏は、応永27年（1420年）に鷹山荘の下司職を得ていることが確認できる。嘉吉4年（1444年）には鷹山奥頼弘が畠山持国を撃退しており、康正元年（1455年）、頼弘は興福寺一乗院方の官符衆徒となっている。応仁の乱（1467 - 1477年）で西軍に付いた鷹山氏は、文明9年（1477年）には越智氏・古市氏に次ぐ西軍の主力勢力と見なされていた。そのためか、同年11月、西軍の総大将だった足利義視は美濃への下国前、一時鷹山を御座所とした。
明応7年（1498年）、鷹山氏と姻戚関係にある古市澄胤が鷹山城に拠って戦い、近郊の竹林寺が焼かれている。鷹山城の築城時期は不明だが、この時の『大乗院寺社雑事記』の記事に「高山城」の名前が現れる。
16世紀中頃の鷹山氏当主・鷹山弘頼は河内国守護の畠山氏に属し、北河内での軍事動員を期待され、また安見宗房とともに南山城の守護代に任じられるなどした。しかし天文22年（1553年）、畠山氏における権力争いの中、弘頼は安見宗房と対立して自刃。弘頼の子・藤政は畠山氏から離れ、鷹山は宗房の所領になったものとみられる。永禄2年（1559年）、宗房と敵対する三好長慶の家臣・松永久秀が大和に侵攻し、鷹山は焼き討ちにあった。この時に焼け落ちたものか、元亀3年（1572年）、鷹山藤逸により高山八幡宮が再建された。
この後、鷹山氏は筒井順慶・定次に仕え、天正13年（1585年）の定次の伊賀転封にともない鷹山を去ることとなる。鷹山城の正確な廃城時期は分からないが、鷹山氏当主はこの時まで鷹山城に在城していたとされる。

## 構造
高山城は標高217メートル、比高40メートルの丘陵上にある山城で、南北に延びる尾根に沿って約200メートルにわたり主要な曲輪が連なっている。大きく分けて三つの部分からなっており、北から順にそれぞれ中心曲輪群1、曲輪2、曲輪3とする。
中心曲輪群1
標高217メートルの最高所にある曲輪とそれを中心とする曲輪群。高山城全体の主郭といえる。北側に低い土塁がみられ、その先の鞍部には自然地形と判別しづらい緩い堀切がある。
曲輪2
九頭龍王を祀る十三重塔が設置されており、2006年に整備されたハイキング道の終点に当たる。
中心曲輪群の南に隣接するように位置し、中心曲輪群との間に堀切などは見えず遮断はされていない。そのため中心曲輪群の南側の守りを固める役割を担い、一体となって運用されたと見られる。また曲輪2の南側斜面は断崖状の急傾斜となり、要害性が高い。
曲輪3
曲輪2から南にやや離れた位置にある。北側・東側には土塁が巡るが、周囲は自然地形ばかりではっきりとした堀切の跡が見られない、城郭としては不完全な形態となっている。
高山城のこの構造は、明応7年（1498年）の古市氏の入城の際、臨時の駐屯地として形作られたものである可能性がある。そうであれば防御のための厳重な堀の必然性もなく、高山城に明瞭な堀切がないこととも合致する。
また、同盟的な軍勢による築城は主郭中心の求心性を求めた構造でなく、曲輪が分立的に集合する横並びの構造となる。同盟的関係の古市氏が高山城に入城していることや、鷹山弘頼が率いた河内衆も同盟的関係にあったものと考えられることから、鷹山氏の権力構造は同盟的構造によるものと見なせ、高山城の城郭構造もそれを反映したものであると考えられる。

## 所在地
- 生駒市高山町庄田字城茶屋[26]